# Pano-Cru
Pano-Cru é o quinto álbum de Sérgio Godinho, lançado em 1978. 

## Descrição do álbum
Ao quinto álbum de originais de Sérgio Godinho descobrem-se dois dos clássicos absolutos da carreira do "poeta Godinho": "O Primeiro Dia" e "Balada da Rita" (escrita para o filme Kilas, o Mau da Fita, que só em 1981 estrearia). 
Marcando a sua transição para a Orfeu, Pano-Cru é o primeiro passo em direcção à consagração que ocorreria três anos mais tarde com Canto da Boca e a prova de que Sérgio Godinho estava pouco disposto a fechar-se em guetos facilmente catalogáveis.

## Faixas
O album é composto pelas faixas: 
1. "A vida é feita de pequenos nadas" – 3:23
2. "O primeiro dia" – 4:19
3. "O galo é o dono dos ovos" – 2:34
4. "Balada da Rita (do filme "Kilas, o mau da fita")" – 4:03
5. "Venho aqui falar" – 4:22
6. "Lá isso é" – 4:03
7. "Feiticeira" – 2:29
8. "O homem-fantasma" – 3:46
9. "2º andar, direito" – 6:54
10. "Pano-cru" – 1:45

## Ligações Externas
- Sergio Godinho TV | Tema Balada da Rita cantada por Lia Gama, banda sonora do Kilas, o mau da fita